# كانغ كيونغ هو
كانغ كيونغ هو (بالكورية: 강경호؛ مواليد 9 سبتمبر 1987) هو مُقاتل فنون قتالية مختلطة كوري جنوبي.

## وصلات خارجية
- كانغ كيونغ هو على موقع يو إف سي (الإنجليزية)
- كانغ كيونغ هو على موقع شيردوغ (الإنجليزية)
- كانغ كيونغ هو على موقع Tapology.com (الإنجليزية)